# Список персонажів «Ouran High School Host Club»
В цій статті наведено список персонажів манґи та аніме «Ouran High School Host Club» Хаторі Біско.

## Персонажі
- Фудзіока Харухі (яп. 藤岡 ハルヒ)

Харухі Фуджіока

Сейю: Сакамото Маая; радіопостановка: Хісакава Ая
Ймовірно через бісексуальність її батька, Харухі виросла з легким розладом ґендерної самоідентифікації. Їй абсолютно все-одно, як хлопчика чи як дівчинку сприймають її оточуючі. Її унісекс-одяг, коротка стрижка і використання на означення себе займенника дзібун яп. 自分, яке може використовуватися і жінками і чоловіками ввело в оману членів Клубу побачень. Навіть після того, як справжня стать Харухі була розкрита, вона заявила, що «не варто хвилюватися про це, мені все-одно ким мене вважають». Фудзіока має незалежний характер, добре ставиться до людей. Своїх друзів трохи зневажає за снобізм, «прокляті буржуї!» — одна з коронних фраз Фудзіоки, яку вона вимовляє щоразу, коли оточуючі хизуються своїм багатством, навіть якщо вони роблять це несвідомо. Але, не зважаючи на це, Харухі уміє знаходити в кожному з «буржуїв» хороші риси. В результаті численних експериментів, Тамакі та близнюки встановили, що Харухі не боїться фактично нічого з того, що зазвичай лякає дівчат, проте звичайна гроза вводить її в повну паніку.
- Суо Тамакі (яп. 須王 環)

Тамакі Суо

Сейю: Міяно Мамору; радіопостановка: Мідорікава Хікару
Позашлюбний син впливового японського бізнесмена Юдзуру Суо та іноземки-француженки. Батьком привіз сина до Японії, але його так остаточно й не визнала сім'я Суо, особливо його бабуся яка є головою родини. Не зважаючи на складне дитинство і не цілком певне майбутнє, Тамакі має чудові світські манери і життєрадісний погляд на навколишню дійсність. Щоб задовольнити свою пристрасть до красивих ігор і ненадовго піти від жорстокої реальності життя верхівки суспільства, він створює Клуб побачень, зібравши в нього абсолютно різних людей, до кожного з яких зумів знайти окремий підхід. Харухі Фуджіока стала позаплановим поповненням у Клубі, і у Тамакі зародилися батьківські відчуття до цього ботаніка, які пізніше, коли секрет Харухі був розкритий, почали переростати в любов.
- Оторі Кьоя (яп. 鳳 鏡夜)

Оторі Кьоя

Сейю: Мацукадзе Масая; радіопостановка: Сувабе Джюнічі
Віце-президент Клубу побачень, відомий як «Сірий кардинал» або «Мати». Хоча Тамакі — офіційний лідер, вся діяльність клубу тримається виключно на Кьої. Він з легкістю може вплинути на рішення президента і непомітно підтримує порядок в клубі. Кьоя без коливань використовує величезну популярність клубу для отримання прибутку. Кьоя — молодший з трьох синів з вельми впливової і багатої сім'ї. Крім того, у нього є старша сестра, Фуюмі, з якою він має близькі стосутнки, на відміну від братів. Оскільки Кьоя — молодший син, у нього практично немає жодних шансів стати спадкоємцем сімейного бізнесу Оторі, якщо тільки він не зможе перевершити братів. Кьоя стверджує, що подружився з Тамакі і вступив в Клуб побачень лише для своєї вигоди. Але не зважаючи на ці слова, Тамакі насправді його найкращий друг.
- Хітатіін Хікару (яп. 常陸院 光) та Хітатіін Каору (яп. 常陸院 馨)

Брати Хітачіін

Сейю: Судзумура Кенічі (Хікару), Фуджіта Йошінорі (Каору); радіопостановка: Хоші Соічіро (Хікару), Судзумура Кенічі (Каору)
Брати-близнюки Хітачіін в першу чергу однокласники Харухі. В клубі побачень вони найчастіше розігрують братську любов на грані інцесту, приводячи в захоплення клієнток клубу. На відміну від Тамакі, вони працюють в клубі лише заради власної розваги. Брати дуже близькі між собою, їх майже не цікавлять інші люди окрім них самих. До приходу в клуб вони майже не спілкувались з іншими людьми. Харуха була перша, хто зміг розрізнити їх та сприйняти як двох різних людей, тому брати дуже добре до неї ставляться. А Хікару поступово закохується.
- Ханінодзука Міцукуні (яп. 埴之塚 光邦) або Ханні

Ханінодзука Міцукуні

Сейю: Сайто Аяка; радіопостановка: Отані Ікуе
Він виглядає як дитина та дуже полюбляє м'які іграшки. Його клієнтки люблять його за кавайну, беззахисну зовнішність. Але його зовнішність оманлива, насправді Ханні найстарший член Клубу побачень та чемпіон Японії з дзюдо та карате. З слабкостей Ханні можна назвати маніакальну любов до солодищів (особливо до тортів), а також клаустрофобію. Зріст Хані — 1.48см. До приходу в клуб Ханні був капітаном клубу карате та робив усе можливе, щоб здаватися жорстоким та суворим, але після знайомства з Тамакі вирішив не приховувати свою справжню сутність та покинув займатися бойовими мистецтвами. Батька Міцукуні звуть Ханінодзука Йоріхіса.
- Морінодзука Такасі (яп. 銛之塚 崇) або Морі (яп. モリ)

Морінодзука Такаші

Сейю: Кірі Дайске; радіопостановка: Цуда Кенджіро
Високий, спокійний та серйозний юнак. Вступив в Клуб побачень тільки заради свого найкращого друга Ханні. Не зважаючи на те, що він рідко розмовляє і посміхається, у нього багато клієнток через привабливу зовнішність і мовчазність. Більшість його клієнток — серйозні і інтровертні дівчата. Крім того, він чемпіон Японії по кендо. Тип Морі — «дикун», тому що він діє згідно зі своїми інстинктами. Зріст Морі — 1.92см. Ханні — двоюрідний брат Морі. Батька Такасі звуть Морінодзука Акіра.